# Briarres-sur-Essonne
Briarres-sur-Essonne é uma comuna francesa na região administrativa do Centro, no departamento Loiret. Estende-se por uma área de 8,18 km². Em 2010 a comuna tinha 556 habitantes (densidade: 68 hab./km²).